# Márton Jenő
Márton Jenő (Sopron, 1862. május 16. – Pozsony, 1923. július 13.) magyar irodalomtörténész, líceumi tanár.

## Életpályája
Születésekor édesapja, Márton Mihály ágostai evangélikus tanító volt Sopronban. Középiskoláit a soproni evangélikus líceumban, egyetemi tanulmányait Budapesten végezte. 1885-től az ágostai evangélikus líceum tanára volt Pozsonyban.

## Művei

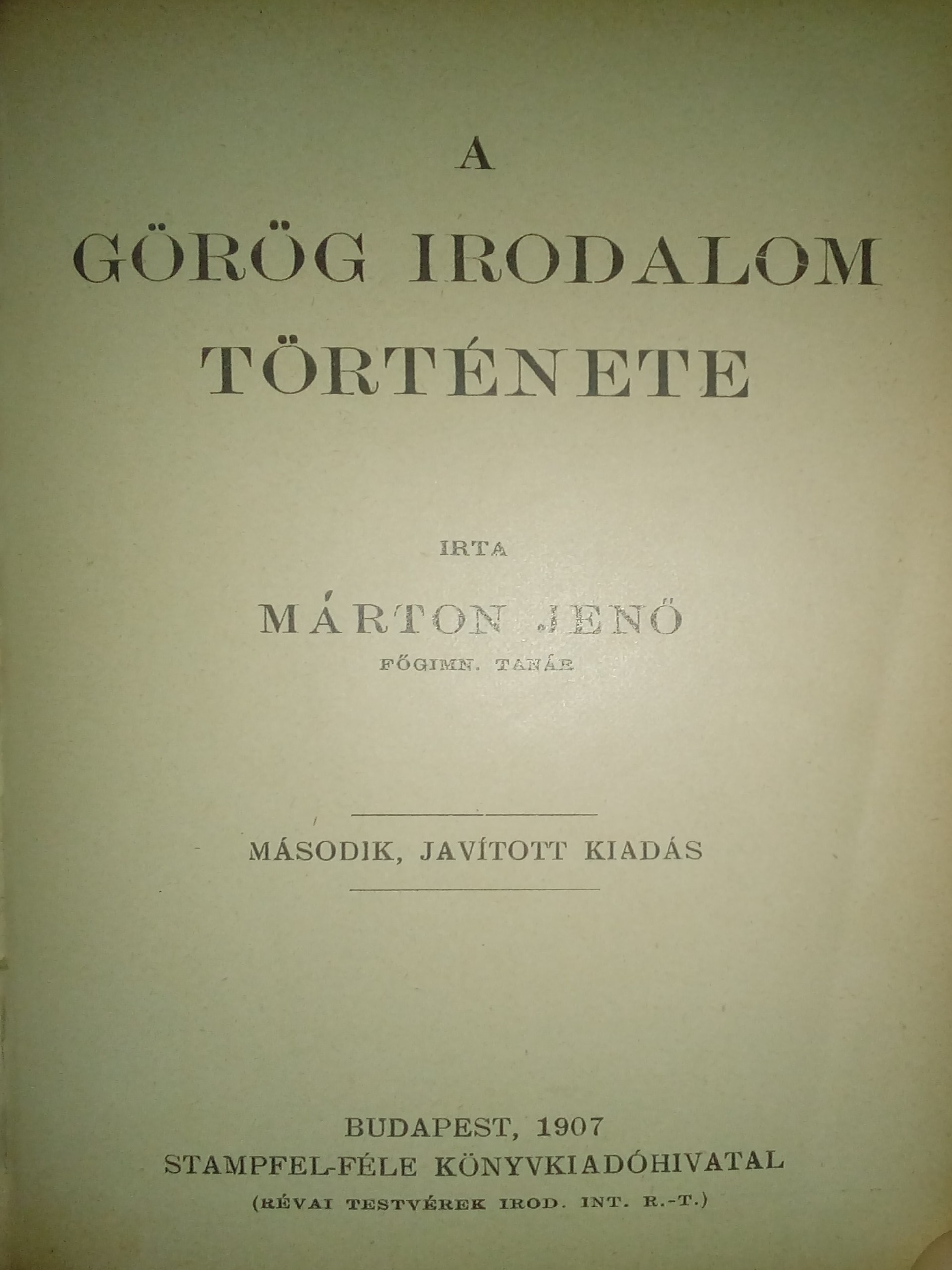
A görög irodalom története (1907-es kiadás)

- folyóiratcikke (Markusovszky Sámuel) A pozsonyi ág. hitv. evang. lyceum története. Pozsony, 1896. c. munkájában (Az alumneum és convictus története)
- A római nemzeti irodalom története. Pozsony, 1899 (Tudományos Zsebkönyvtár 24. Ism. M. Kritika III. 4. sz., Egyet. Philol. Közlöny)
- A görög irodalom története. Pozsony, 1900 (Tudományos Zsebkönyvtár 61. Ism. Egyet. Philol. Közlöny)